# Santos Futebol Clube (Macapá)
Il Santos Futebol Clube, meglio noto come Santos, è una società calcistica brasiliana con sede nella città di Macapá, capitale dello stato dell'Amapá.

## Storia
Il club è stato fondato l'11 maggio 1973. Il Santos ha vinto il Campionato Amapaense in sei occasioni e il Campeonato Amapaense Segunda Divisão nel 2007. Il club ha partecipato al Campeonato Brasileiro Série C nel 1998, dove è stato eliminato alla prima fase. Nel 2014, il club ha partecipato al Campeonato Brasileiro Série D, dopo aver superato la prima fase, il club è stato eliminato agli ottavi di finale dal Londrina.

## Palmarès

### Competizioni statali
- Campionato Amapaense: 7

2000, 2013, 2014, 2015, 2016, 2017, 2019
- Campeonato Amapaense Segunda Divisão: 1

2007

### Altri piazzamenti
- Copa Verde:

Semifinalista: 2017